# Ting Ning

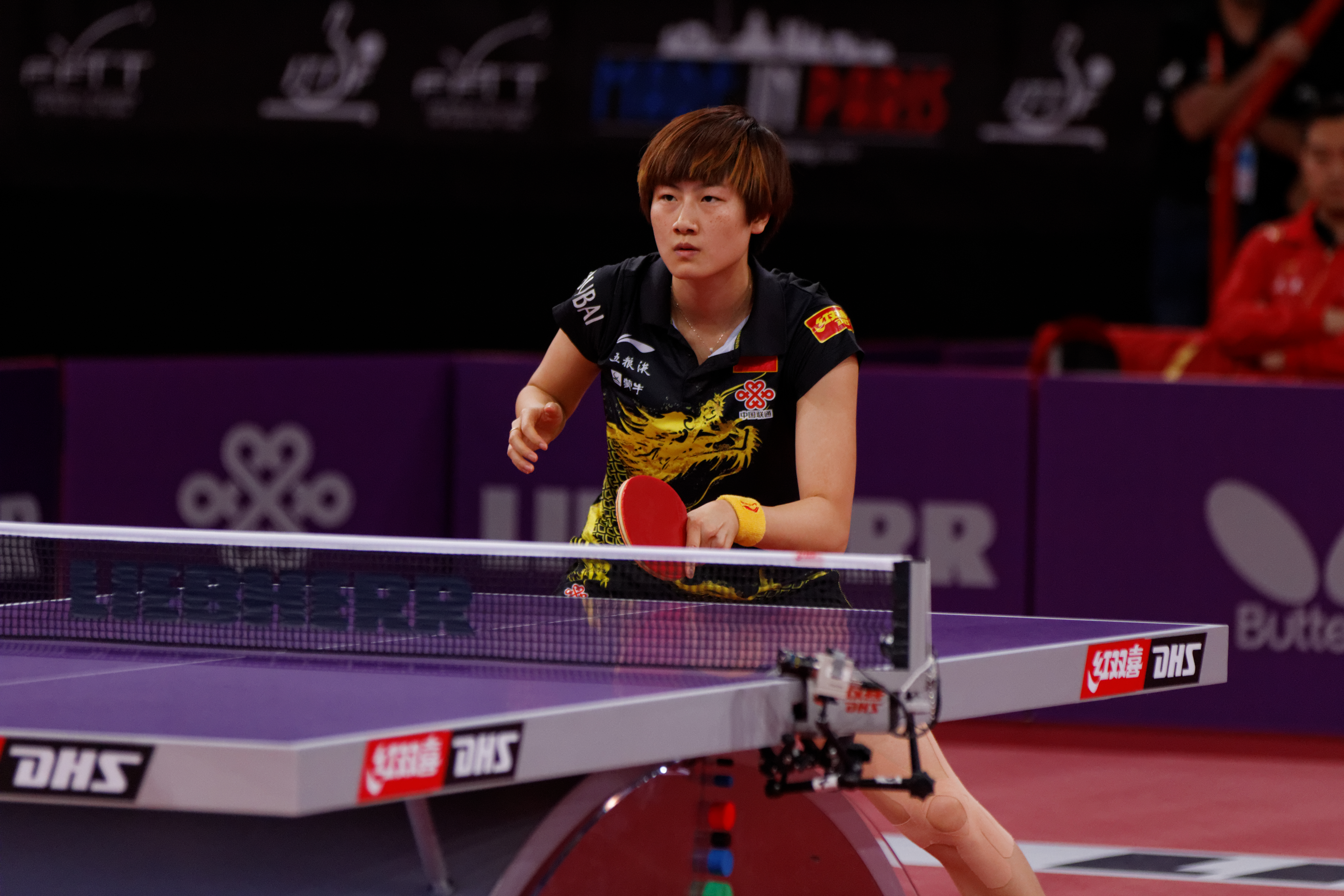
Ting Ning (Ding Ning) 2013-ban Párizsban

Ting Ning (丁宁, pinjin: Ding Ning, 1990. június 20. –) háromszoros olimpiai és hétszeres világbajnok kínai asztaliteniszező.

## Pályafutása
Ting (Ding) extravagáns, szemből, guggolásba lemenve adott szerváiról ismert balkezes játékos.
A londoni és a Riói olimpián is Li Hsziao-hsziával (Li Xiao-xiával) játszott az aranyéremért.
2012-ben a favorit Ting (Ding) elsősorban azért kapott ki, mert az olasz bíró többször is megintette, és kétszer a szerváját is elvette, miután a labdafeldobását szabálytalannak (nem függőlegesnek) találta.
Rióban 74 perces mérkőzést követően Ting (Ding) 4-3-ra győzött, így ő nyerte a női asztalitenisz egyéni aranyat a 2016-os nyári olimpián.
A csapatversenyek során Li Hsziao-hszia (Li Xiao-xia) és Kuo Jüe (Guo Yue) oldalán 2012-ben Londonban olimpiai bajnok lett. 2016-ban szintén a kínai csapat nyerte az olimpiai aranyérmet. Ting Ning (Ding Ning) csapattársai Li Hsziao-hszia (Li Xiao-xia) és Liu Si-ven (Liu Shi-wen) voltak.